# Cherufe
El Cherufe, (de nombre en mapudungun cherüwfe: el que reduce mediante el fuego a cenizas) también conocido como cherrufe, cherrube, cherube, cherruve, cheruve o chewurfe; es una clase de ser mítico presente en la mitología mapuche.

## Descripción
El Cherufe es una criatura mítica descrita como un ser antropomorfo de roca ardiente y/o de roja roca fundida, gigantesco y terrible; el cual sería antropófago. 
Producto de que el Cherufe se describe como una criatura que lanzaría aerolitos y rocas ígneas (que en mapudungun, también son llamados cherufe), las que se presentan como bolas de fuegos brillantes, el término cherufe suele ser confundido con el de anchimallén; aunque estos presentarían un origen y características diferentes a las "piedras cherufe", y al Cherufe mismo. Igualmente, aunque habita en los volcanes, los dueños de estos son los Ngen-winkul.

## Leyenda
Según la leyenda, el Cherufe habitaría en el magma dentro de la tierra y en los volcanes, donde encontraría el calor necesario para vivir; y sería uno de los tantos seres de la mitología mapuche que se asocian con los fenómenos volcánicos. Sin embargo su poder principalmente se manifiesta en forma de mágicas piedras de fuego (meteoritos y/o piedras volcánicas), que descienden desde las alturas o desde las cumbres volcánicas que caen y misteriosamente se vuelven piedra colorada y ya nunca más arden; o mediante bolas de fuego con una cola larga (cometas) que atraviesan el cielo y anuncian calamidades. Así con su poder, el Cherufe tendría la capacidad de incendiar los bosques y causar la muerte.
Se dice que antiguamente la única forma de calmarlo, era entregándole periódicamente una pequeña o joven virgen, para que se comiera su tierna carne. Igualmente, si los Calcus querían conseguir sus favores, le habrían llevado muchachas vírgenes, como pago. Posteriormente, una vez que este ser habría acabado de consumir las porciones más delicadas de su víctima, incendiaba las cabezas y las arrojaba fuera de su hogar volcánico; siendo posteriormente encontrado los restos, cuando la gente recorría los valles cercanos al volcán. También cumpliría el papel de mensajero entre los Pillanes que fueron encerrados en los volcanes, por Antu.